# Niederbayern TV Deggendorf-Straubing

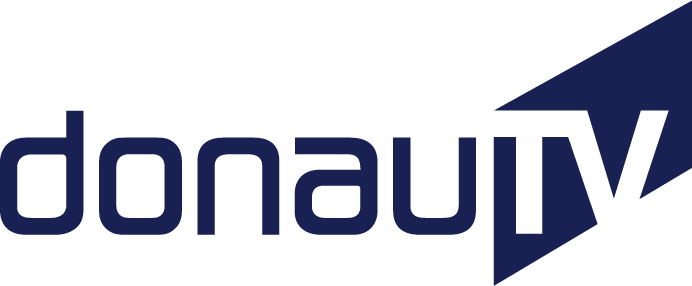
Logo von Donau TV

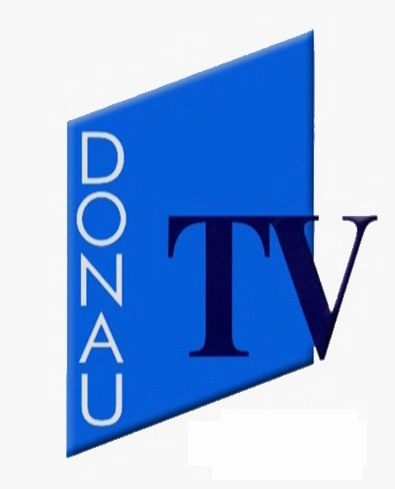
Früheres Logo von Donau TV

Niederbayern TV Deggendorf-Straubing (früher: Donau TV) ist ein niederbayrischer Regionalfernsehsender mit Sitz in Deggendorf. Die Sendestudios befinden sich in Deggendorf und Straubing. Betrieben wird der Sender durch die Niederbayern TV Deggendorf-Straubing GmbH und Co. KG.

## Geschichte
Der regionale Privatsender wurde am 1. Juni 1995 erstmals als „Donau TV“ ausgestrahlt.
Seit dem 1. Februar 2010 sendet Niederbayern TV Deggendorf-Straubing im 16:9-Format. Dies löste das alte 4:3-Format ab.
Seit dem 14. September 2010 ist der Sender nicht mehr direkt mit Idowa, der Website der Mediengruppe Straubinger Tagblatt / Landshuter Zeitung, verbunden und verfügt über eine eigenständige Internetpräsenz.

## Sendegebiet und -zeiten
Das Sendegebiet von Niederbayern TV Deggendorf-Straubing umfasst die Landkreise Straubing-Bogen, Dingolfing-Landau, Regen und Deggendorf. Das Programm wird in enger Zusammenarbeit mit dem Landshuter und Passauer Teil von Niederbayern TV produziert. Der Sender sendet:
- im Kabel 24 h täglich
- im digitalen Satellitenfernsehen ab 19:00 Uhr im 90-Minuten-Takt im Programmverbund auf dem Sender Niederbayern[2]
- im Internet (seit 1. November 2010)

## Programm
- Niederbayern Journal: Nachrichten
- Sport in Niederbayern: Sportmagazin
- Kultur in Niederbayern: Kulturmagazin
- Wirtschaft in Niederbayern: Wirtschaftsmagazin
- Stadt, Land, Fluss: Regionalmagazin
- Schee is dahoam: Regionalmagazin